# Тринс
Тринс (нім. Trins) —  громада округу Інсбрук-Ланд у землі Тіроль, Австрія.
Тринс лежить на висоті  1233 м над рівнем моря і займає площу  48,8 км². Громада налічує 1277 мешканців. 
Густота населення 26/км².  
|                                |
| Тринс на мапі округу та землі. |

 Адреса управління громади: Trins 36, 6152 Trins. 

## Демографія
Історична динаміка населення міста за даними сайту Statistik Austria

## Галерея

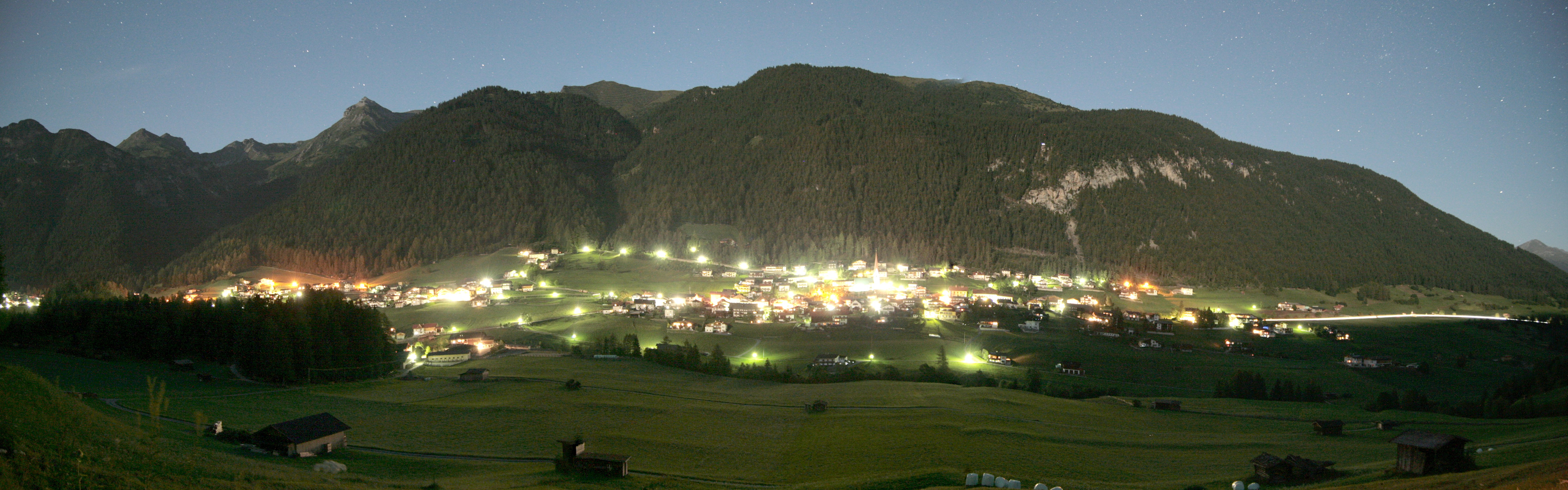
Ortskern von Trins bei Nacht
360° Panorama - Trinser-Schilift
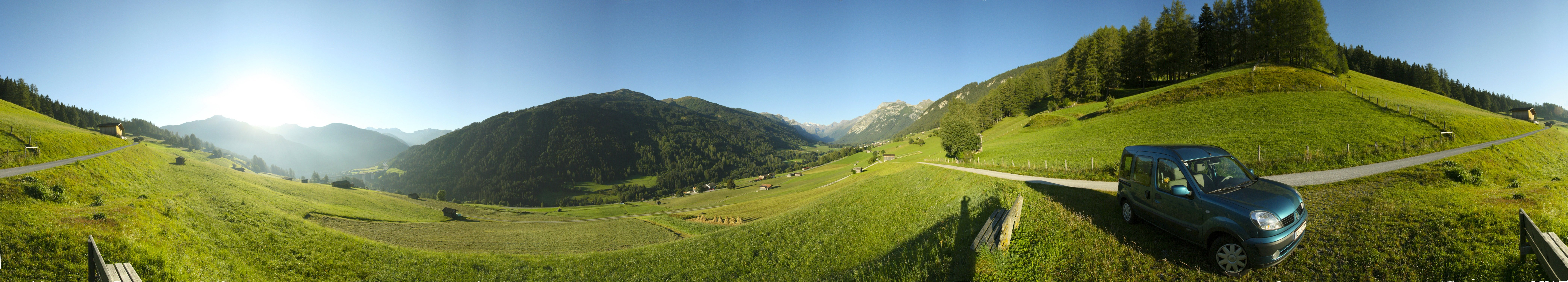
360° Panorama ~2 km vor Trins - Taleingang Gschnitztal
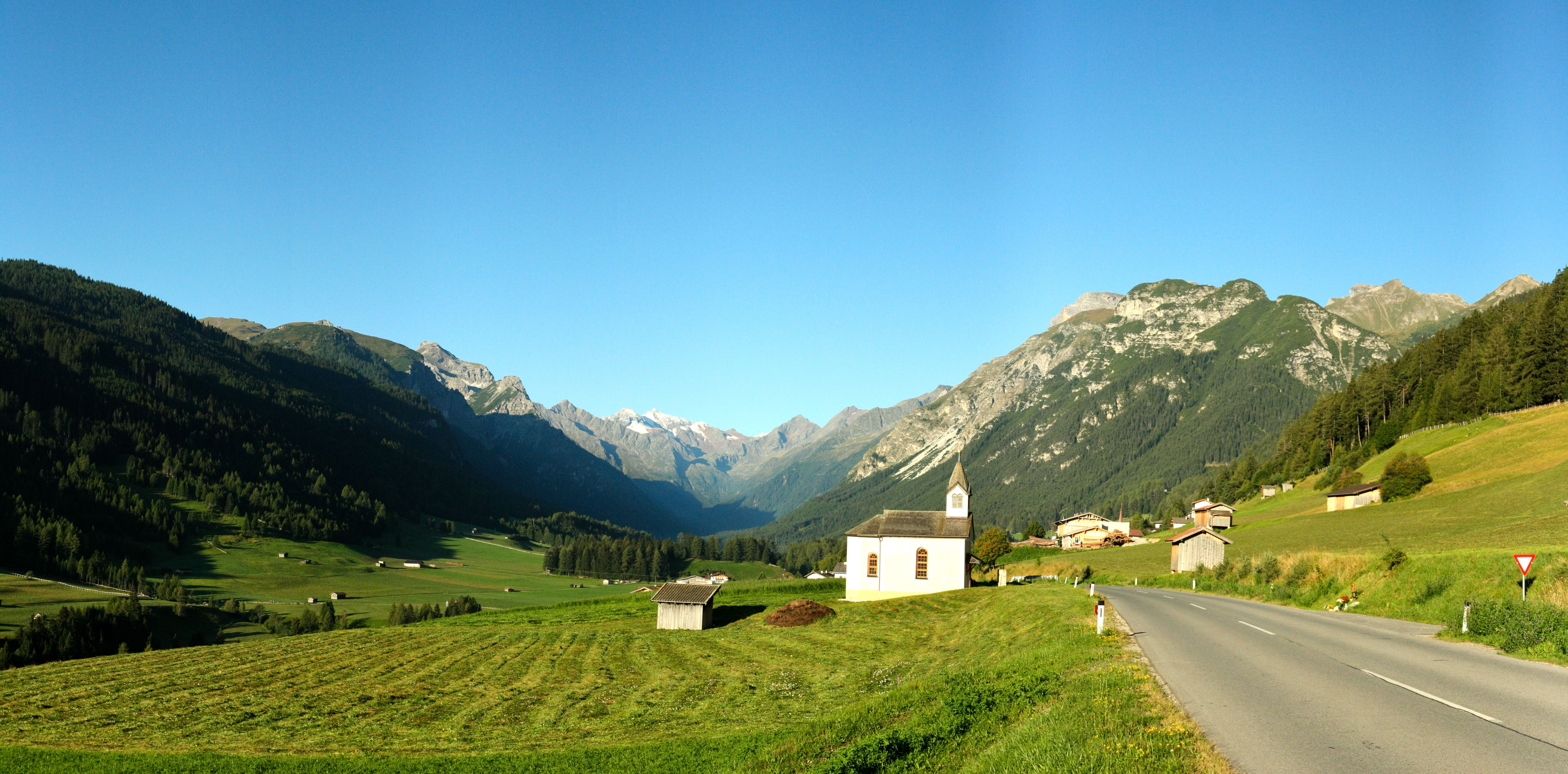
Gschnitztal Blick richtung Westen, ~1 km vor Trins
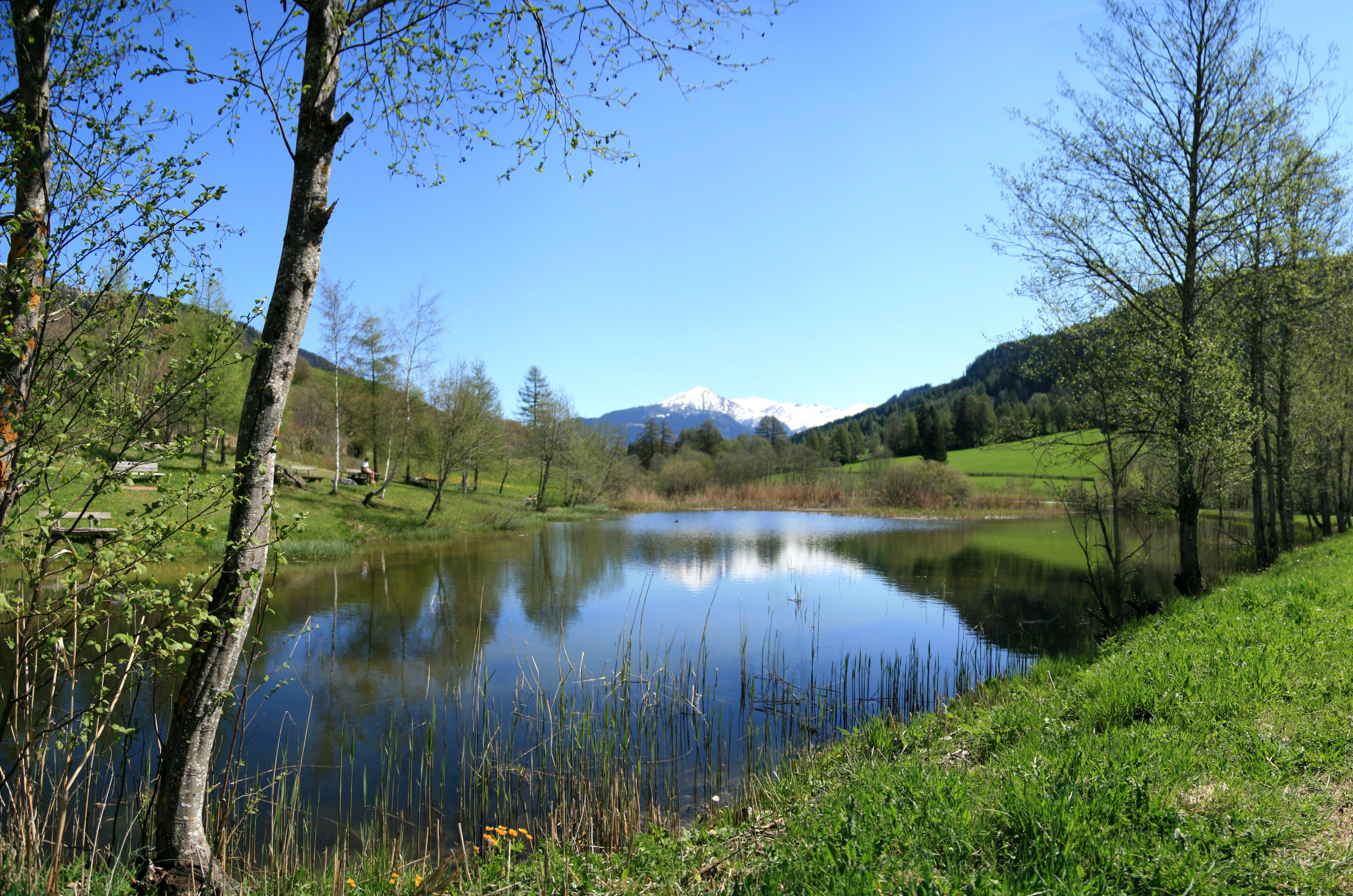
Teich bei Trins - Blickrichtung Osten auf Pendelstein
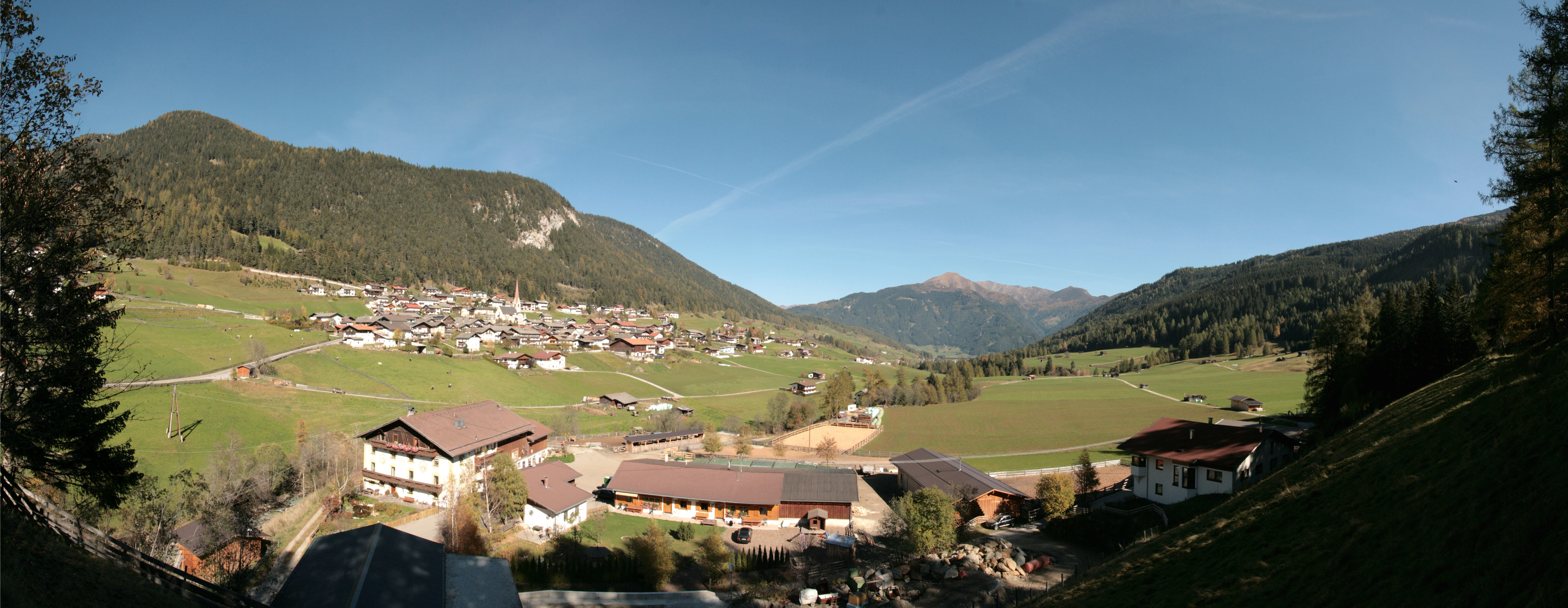
Trins vom Kalvarienberg aus gesehen
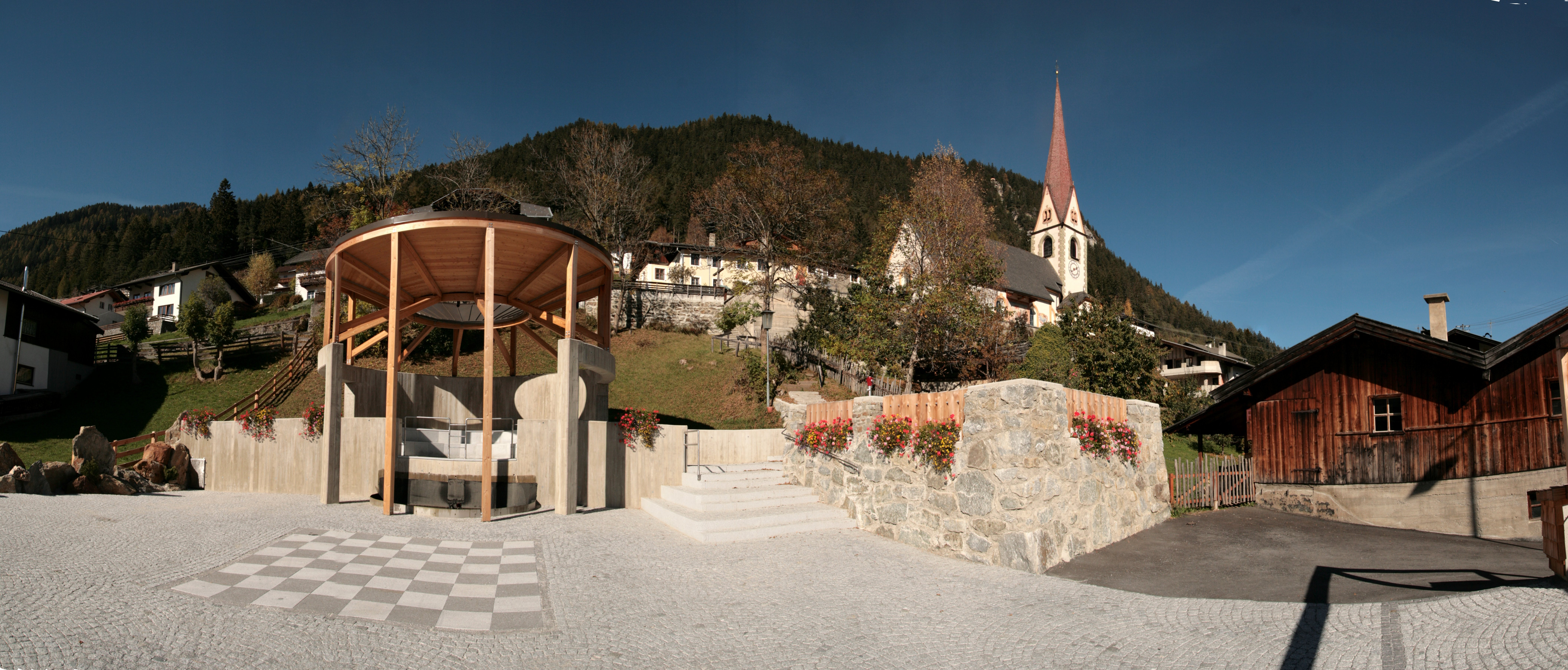
Dorfplatz mit spätgotischer Церква
Altar der Церква TrinsAltar der Церква Trins
Orgel der Церква TrinsOrgel der Церква Trins
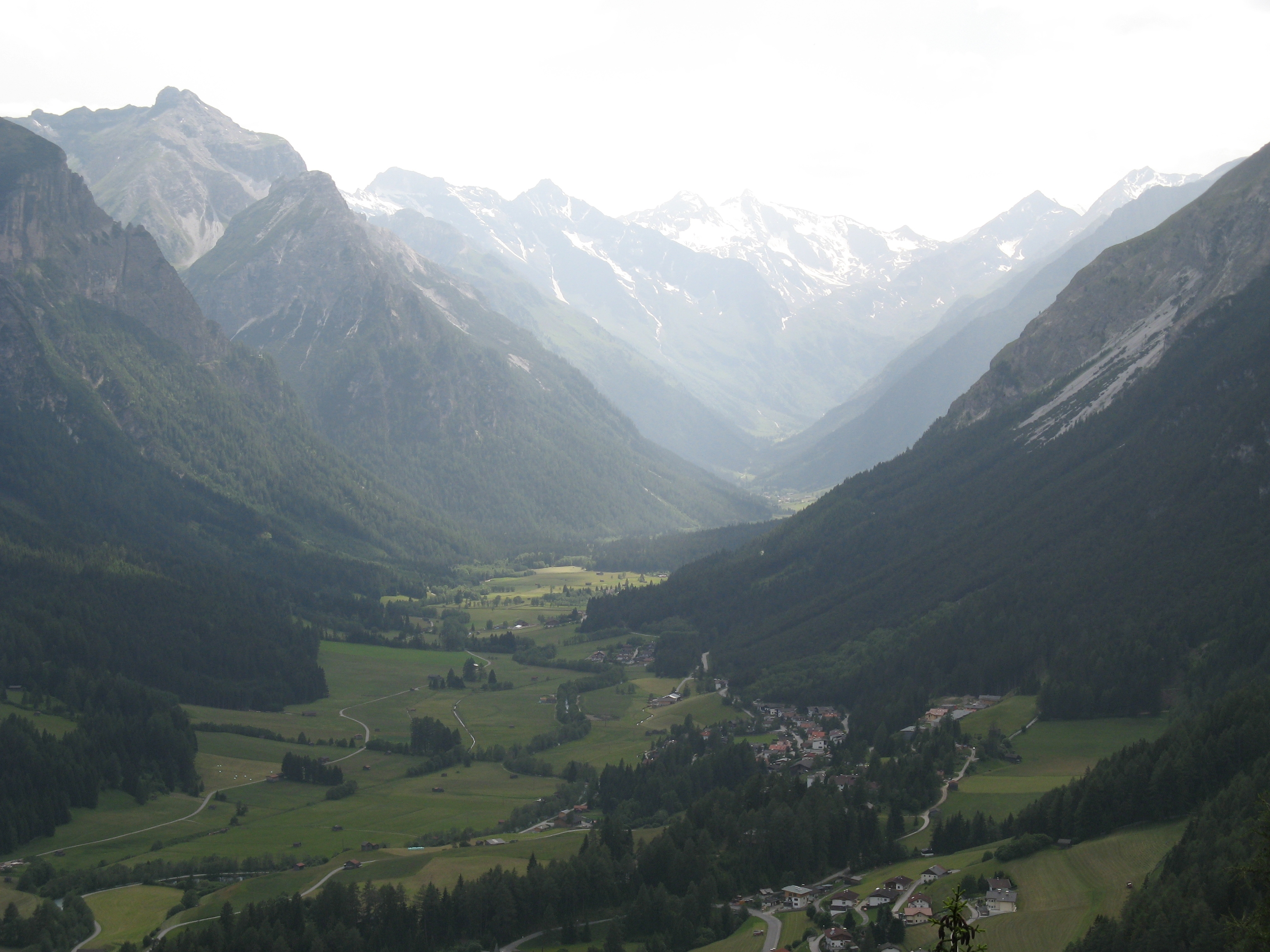
Blick von Aussichtsplattform "Adlerhorst" auf Talende

## Виноски
1. ↑  Dauersiedlungsraum der Gemeinden Politischen Bezirke und Bundesländer - Gebietsstand 1.1.2018 — Статистичне управління Австрії.
2. ↑  https://www.statistik.at/blickgem/blick1/g70359.pdf
3. ↑   www.trins.tirol.gv.at
4. ↑  Gemeindedaten von Trins

| Австрія | Це незавершена стаття з географії Австрії. Ви можете допомогти проєкту, виправивши або дописавши її. |